# Copa de la División Profesional 2023
La Copa de la División Profesional 2023, también conocida simplemente como Copa DivPro o por motivos de patrocinio como «Copa Tigo 2023», fue la segunda edición de Copa Nacional (Copa de la Liga) celebrada en Bolivia, siendo predecesor a la Copa de la Liga 1979. Además la Copa DivPro fue uno de los dos torneos de la temporada 2023 de la División de Fútbol Profesional del fútbol boliviano. Comenzó el 14 de febrero y se jugó durante toda la temporada. El campeón del torneo clasificó a la Copa Libertadores 2024 como Bolivia 4, mientras que el subcampeón clasificó a la Copa Sudamericana 2024 como Bolivia 1.

## Sistema de juego
Fue uno de los dos torneo de la División de Fútbol Profesional 2023. Fue definido por el Consejo Superior de la FBF que la Copa de la División Profesional se dispute en tres series: A, B, y C. Dos series conformadas por seis equipos y una con cinco. Los mejores tres de cada serie de seis clubes y los dos mejores en la serie de cinco clubes, clasificaron a una liguilla final, donde el ganador fue el campeón y clasificó a la Copa Conmebol Libertadores 2024 (como Bolivia 4), el perdedor de dicha final clasificó a la Copa Conmebol Sudamericana 2024 (como Bolivia 1). Los cuartos de final, semifinales y final fueron a ida y vuelta; en caso de que dos clubes quedaban igualados en el tiempo reglamentario en los play-off se definió en lanzamiento desde el punto penal. El formato incluyó que los partidos disputados en la fase de grupos fueron tomados en cuenta para la tabla acumulada de la temporada 2023.

## Equipos participantes
Por primera vez el torneo se disputó en ciudades de 8 de los 9 departamentos bolivianos.

### Distribución geográfica de los clubes
| Departamento | Cantidad | Club                    |
| ------------ | -------- | ----------------------- |
| Santa Cruz   | 5        | Blooming                |
| Santa Cruz   | 5        | Guabirá                 |
| Santa Cruz   | 5        | Oriente Petrolero       |
| Santa Cruz   | 5        | Real Santa Cruz         |
| Santa Cruz   | 5        | Royal Pari              |
| Cochabamba   | 4        | Palmaflor del Trópico   |
| Cochabamba   | 4        | Aurora                  |
| Cochabamba   | 4        | Jorge Wilstermann       |
| Cochabamba   | 4        | Universitario de Vinto  |
| La Paz       | 3        | Always Ready            |
| La Paz       | 3        | Bolívar                 |
| La Paz       | 3        | The Strongest           |
| Beni         | 1        | Libertad Gran Mamoré    |
| Chuquisaca   | 1        | Independiente Petrolero |
| Pando        | 1        | Vaca Díez               |
| Potosí       | 1        | Nacional Potosí         |
| Tarija       | 1        | Real Tomayapo           |

### Ascensos y descensos
Un total de 17 equipos disputaron la liga, 15 equipos de la Primera División de Bolivia 2022, el ganador del partido por la permanencia y el campeón de la Copa Simón Bolívar 2022.
| Pos | Ascendidos a la División Profesional              |
| --- | ------------------------------------------------- |
| 1.º | Vaca Díez (Campeón de la Copa Simón Bolívar 2022) |
| 2.° | Libertad Gran Mamoré (Ganador de la promoción)    |

| Pos  | Descendido                                        |
| ---- | ------------------------------------------------- |
| 16.° | Universitario de Sucre (Perdedor de la promoción) |

### Información de los clubes
| Equipo                  | Ciudad                  | Estadio                | Capacidad | Proveedor       | Auspiciador                                                          |
| ----------------------- | ----------------------- | ---------------------- | --------- | --------------- | -------------------------------------------------------------------- |
| Always Ready            | El Alto                 | Municipal de El Alto   | 25 000    | Marathon Sports | UTB                                                                  |
| Aurora                  | Cochabamba              | Félix Capriles         | 32 000    | Marathon Sports | Ver lista Tigo Botique Celeste Boliviana de Aviación                 |
| Blooming                | Santa Cruz de la Sierra | Ramón Aguilera Costas  | 38 500    | Marathon Sports | Kia Motors                                                           |
| Bolívar                 | La Paz                  | Hernando Siles         | 42 000    | Puma            | Suzuki                                                               |
| Guabirá                 | Montero                 | Gilberto Parada        | 18 000    | Forte Athletic  | Ver lista Azúcar Guabirá Tigo Celina                                 |
| Independiente Petrolero | Sucre                   | Olímpico Patria        | 30 000    | Forte Athletic  | Ver lista UTB Tigo                                                   |
| Jorge Wilstermann       | Cochabamba              | Félix Capriles         | 32 000    | Forte Athletic  | Ver lista Campero COBOCE                                             |
| Libertad Gran Mamoré    | Trinidad                | Gran Mamoré            | 15 000    | Parabero Sport  | Ver lista UTB Coca-Cola Aqua Level                                   |
| Nacional Potosí         | Potosí                  | Víctor Agustín Ugarte  | 30 000    | Forte Athletic  | Ver lista Tigo Cerveza Potosina                                      |
| Oriente Petrolero       | Santa Cruz de la Sierra | Ramón Aguilera Costas  | 38 500    | Marathon Sports | Ver lista Chevrolet PedidosYa Yango                                  |
| Atlético Palmaflor      | Villa Tunari            | Bicentenario           | 25 000    | Forte Athletic  | Boliviana de Aviación                                                |
| Real Santa Cruz         | Santa Cruz de la Sierra | Real Santa Cruz        | 12 000    | Arce Sport      | Ver lista Tierra y Techo Nueva Santa Cruz                            |
| Real Tomayapo           | Tarija                  | IV Centenario          | 20 000    | LEA Sport       | Ver lista Fadami-Tomay Tigo                                          |
| Royal Pari              | Santa Cruz de la Sierra | Ramón Aguilera Costas  | 38 500    | Marathon Sports | Grupo Sion                                                           |
| The Strongest           | La Paz                  | Hernando Siles         | 42 000    | Marathon Sports | Ver lista Paceña Yaigo                                               |
| Universitario de Vinto  | Vinto                   | Hipólito Lazarte       | 2000      | Oxígeno Wear    | UTB                                                                  |
| Vaca Díez               | Cobija                  | Roberto Jordán Cuellar | 24 000    | Arce Sport      | Ver lista Universidad Amazónica de Pando Laboratorios Bagó PikotAgua |

### Jugadores

#### Jugador categoría Sub-20
El Consejo de la División Profesional aprobó la inclusión obligatoria de un jugador de la categoría sub-20 durante 90 minutos.
en caso de que el jugador fuera expulsado, no es necesario que se vuelva a incluir a otro futbolista sub-20; sin embargo, en caso de que éste se lesionara, debe ser reemplazado por otro de la misma categoría.

#### Jugadores extranjeros
Cada equipo pudo incluir dentro de su lista un máximo de seis jugadores extranjeros, permitiéndose un máximo de 4 jugadores extranjeros simultáneos en cancha. Los jugadores extranjeros que tengan uno o los dos padres bolivianos, son bolivianos en las listas y en el terreno de juego. Durante el período de fichajes los equipos pueden tener más de 6 jugadores extranjeros en sus filas siempre y cuando el jugador no esté inscrito reglamentariamente.
| Jugadores extranjeros habilitados - Primer Semestre | Jugadores extranjeros habilitados - Primer Semestre | Jugadores extranjeros habilitados - Primer Semestre | Jugadores extranjeros habilitados - Primer Semestre | Jugadores extranjeros habilitados - Primer Semestre | Jugadores extranjeros habilitados - Primer Semestre | Jugadores extranjeros habilitados - Primer Semestre | Jugadores extranjeros habilitados - Primer Semestre | Jugadores extranjeros habilitados - Primer Semestre |
| Equipo                                              | Jugador 1                                           | Jugador 2                                           | Jugador 3                                           | Jugador 4                                           | Jugador 5                                           | Jugador 6                                           | Jugador Nacionalizado                               | Jugador Padres Bolivianos                           |
| --------------------------------------------------- | --------------------------------------------------- | --------------------------------------------------- | --------------------------------------------------- | --------------------------------------------------- | --------------------------------------------------- | --------------------------------------------------- | --------------------------------------------------- | --------------------------------------------------- |
| Always Ready                                        | Marcos Riquelme                                     | Carlos Mosquera                                     | William Parra                                       | David Robles                                        | Edarlyn Reyes                                       | Dorny Romero                                        | Marc Enoumba Nelson Cabrera                         | Robson Matheus Matías Galindo                       |
| Palmaflor del Trópico                               | Matías Pisano                                       | Fernando Luna                                       | Jonathan Cañete                                     | Arturo Mina                                         | Rubén Escobar                                       | Ramón Coronel                                       |                                                     |                                                     |
| Aurora                                              | Maximiliano Gómez                                   | Oswaldo Blanco                                      | David Akologo                                       | Thabiso Brown                                       | Sebastián Zaracho                                   | Nelson Amarilla                                     | Jair Reinoso                                        | Diago Giménez                                       |
| Blooming                                            | Rafael Mollercke                                    | Iago Mendonça                                       | Leonardo Barteli Fenga                              | José Luis Sinisterra                                | Fernando Arismendi                                  | Gastón Rodríguez                                    |                                                     |                                                     |
| Bolívar                                             | Nicolás Ferreyra                                    | Patricio Rodríguez                                  | Gabriel Poveda                                      | Ronnie Fernández                                    | Pablo Hervías                                       | Bryan Bentaberry                                    |                                                     |                                                     |
| Guabirá                                             | Santiago Echeverría                                 | Paulo Carvalho                                      | Jorge González                                      | Ruíz Díaz                                           | Martín Alaníz                                       | Sebastián Gallegos                                  |                                                     | Freddy Abastoflor Alejandro Meleán                  |
| Independiente Petrolero                             | Iván Brun                                           | Rodrigo Gómez                                       | Tobías Moriceau                                     | Humberto Osorio                                     | Juan Godoy                                          | Robin Ramírez                                       | Enrique Díaz Thomaz Santos                          |                                                     |
| Jorge Wilstermann                                   | Julián Velázquez                                    | Cristian Esparza                                    | Carlos Marques                                      | Miguel Bianconi                                     | Mathías Techera                                     | Franco Martínez                                     | Arnaldo Giménez Robson dos Santos                   |                                                     |
| Libertad Gran Mamoré                                | Mauro Milano                                        | Miguel Mendoza                                      | Ronny Rodríguez                                     | kadassi Khané                                       | Leandro Zazpe                                       | Maximiliano Lemos                                   | Juan Pablo Gómez                                    |                                                     |
| Nacional Potosí                                     | Martín Prost                                        | Martín Chiatti                                      | Maximiliano Núñez                                   | Tommy Tobar                                         | Gustavo Cristaldo                                   | Martín Galain                                       | Maximiliano Ortiz Heber Leaños                      |                                                     |
| Oriente Petrolero                                   | Maximiliano Caire                                   | Cristián Álvarez                                    | Jorge Correa                                        | Jonatan Cristaldo                                   | Wilson Quiñonez                                     | Leonardo Villagra                                   |                                                     | Erwin Junior Sánchez                                |
| Universitario de Vinto                              | Julio Vila                                          | Joaquín Lencinas                                    | Gênesis Fernande                                    | Raúl Olivares                                       | Roy Ndoutoumou                                      | Nicolás Albarracín                                  | Mijail Aviles Gustavo Almada                        | Cristian Fernández                                  |
| Real Santa Cruz                                     | Fabricio Moreno                                     | Efmamj González                                     | César García                                        | Brian López                                         | Reyvin de la Rosa                                   | Shelove Archelus                                    | Diego Pariani                                       |                                                     |
| Real Tomayapo                                       | Leandro Corulo                                      | Matías Noble                                        | Mateo Hernández                                     | Agustín Graneros                                    | Jeffinho                                            | Nicolás Albarracín                                  | Sebastián Angulo Hallysson Padilha Thiago Ribeiro   |                                                     |
| Royal Pari                                          | Esteban Orfano                                      | Joel Amoroso                                        | Hugo Silva                                          | Juan Capurro                                        | Federico Sellechia                                  | José Correa                                         |                                                     | Mirko Tomianovic Alexander Zurita                   |
| The Strongest                                       | Enrique Triverio                                    | Eugenio Isnaldo                                     | Michael Ortega                                      | Carlos Robles                                       | Junior Arias                                        | Gonzalo Castillo                                    | Luciano Ursino                                      |                                                     |
| Vaca Díez                                           | Juan Vogliotti                                      | Juan Teles                                          | Randerson Pavas                                     | Darlisom Rodríguez                                  | Diego Cuadros                                       | Bidari García                                       | Mizael Monteiro                                     | Joel Fernández Rodrigo Morales David Moura          |
| Actualizado el 14 de febrero de 2023                |                                                     |                                                     |                                                     |                                                     |                                                     |                                                     |                                                     |                                                     |

## Justicia deportiva

### Árbitros
| Árbitros           | Edad    | Categoría          |
| ------------------ | ------- | ------------------ |
| Jordy Alemán       | 32 años | Bandera de Bolivia |
| Joaquín Antequera  | 51 años | Bandera de Bolivia |
| Nelson Barros      | –       | Bandera de Bolivia |
| Álvaro Campos      | –       | Bandera de Bolivia |
| Juan Castro        | –       | Bandera de Bolivia |
| Gado Flores        | –       | Bandera de Bolivia |
| Carlos García      | –       | Bandera de Bolivia |
| Juan Nelio García  | 43 años |                    |
| Julio Gutiérrez    | –       | Bandera de Bolivia |
| José Jordán        | 47 años |                    |
| Jorge Justiniano   | –       | Bandera de Bolivia |
| Alejandro Mancilla | –       | Bandera de Bolivia |
| Ivo Méndez         | 34 años |                    |
| Raúl Orosco        | 46 años |                    |
| Hostin Prado       | –       | Bandera de Bolivia |
| Orlando Quintana   | –       | Bandera de Bolivia |
| Rafael Subirana    | –       | Bandera de Bolivia |
| Gery Vargas        | 44 años |                    |
| Luis Yrusta        | 46 años |                    |

## Acusaciones de amaño de partidos en la Copa de la División Profesional 2023
Todo se originaria a causa del partido que disputaron Nacional Potosí y Vaca Diez en el Victor Agustin Ugarte el 16 de agosto de 2023 por la Copa de la División Profesional 2023 en la Serie C por la fecha 7 dirigido por el árbitro Gaad Flores, el cuadro local ganaría por una diferencia de 5 goles a 0 pero se filtrarian audios que involucraban a este partido y ponia en duda la legitimidad del torneo.
El 29 de agosto de 2023 el presidente de la FBF, Fernando Costa convocó a una conferencia de prensa para denunciar la existencia de una red de corrupción en el futbol boliviano que involucraría a jugadores, árbitros y dirigentes, acto seguido convocó a una reunión con todos los clubes (Consejo) para una semana semana después. Durante toda esa semana existió filtración de un audio donde un excompañero del jugador Grovert Carrillo (Libertad Gran Mamoré) le hizo una propuesta de amaño.
Al llegar al Consejo de la División Profesional, ya se había filtrado un segundo audio más evidente que involucraba directamente al presidente del Club Vaca Díez, Marco Rodríguez y al árbitro Gaad Flores, en la conversación se menciona al arquero de Nacional Potosí, Said Mustafa y al presidente de la Comisión de Árbitros, Alejandro Mancilla con quienes se habría coordinado el amaño de el partido (ya mensionado anteriormente) en el que, para favorecerse con las apuestas, se debían marcar cinco goles.
A pesar de que las pruebas emitidas en el consejo solo involucraban a uno de los 2 torneos (Copa de la División Profesional 2023), los clubes llegaron a la reunión con una posición y al ser consultada en la mesa; la mayoría (14) votó por anular los dos torneos que se estaban jugando e iniciar uno nuevo que goce de legitimidad, 2 votaron en contra y uno se abstuvo.
El 18 de septiembre en el segundo consejo se decidió por acudir a un proceso abreviado para tener el resultado de las denuncias que han realizado diferentes actores por amaños de partidos para ratificar lo votado anteriormente o analizarlo, en principio, desde la segunda reunión de Consejo, se puso un plazo de 7 a 10 días, pero el Tribunal de Disciplina Deportiva (TDD) solicitó más días para tener el resultado de las denuncias quedando el tercer consejo que debía llevarse a cabo el 28 de septiembre suspendido.
Posteriormente, la suspensión de los torneos fue levantada por el comité ejecutivo por sugerencia de Fernando Costa el 27 de septiembre luego de que se realizaron reformas a la comisión arbitral y se llegó a un acuerdo con la Conmebol para el seguimiento, así como para permitir que el Tribunal Disciplinario Deportivo de la FBF terminara las investigaciones sobre el asunto.

## Series

### Serie A
| Pos. | Equipo               | Pts. | PJ | G | E | P | GF | GC | Dif. | Clasificación |
| ---- | -------------------- | ---- | -- | - | - | - | -- | -- | ---- | ------------- |
| 1    | Bolívar              | 24   | 10 | 8 | 0 | 2 | 24 | 7  | +17  | Liguilla      |
| 2    | Jorge Wilstermann    | 17   | 10 | 5 | 2 | 3 | 20 | 11 | +9   | Liguilla      |
| 3    | Royal Pari           | 13   | 10 | 4 | 1 | 5 | 14 | 15 | −1   | Liguilla      |
| 4    | Libertad Gran Mamoré | 13   | 10 | 4 | 1 | 5 | 10 | 17 | −7   |               |
| 5    | Real Tomayapo        | 12   | 10 | 3 | 3 | 4 | 7  | 13 | −6   |               |
| 6    | Oriente Petrolero    | 6    | 10 | 1 | 3 | 6 | 7  | 19 | −12  |               |

 Fuente: FBF

### Serie B
| Pos. | Equipo                | Pts. | PJ | G | E | P | GF | GC | Dif. | Clasificación |
| ---- | --------------------- | ---- | -- | - | - | - | -- | -- | ---- | ------------- |
| 1    | Aurora                | 13   | 8  | 3 | 4 | 1 | 5  | 4  | +1   | Liguilla      |
| 2    | The Strongest         | 12   | 8  | 3 | 3 | 2 | 10 | 6  | +4   | Liguilla      |
| 3    | Guabirá               | 11   | 8  | 3 | 2 | 3 | 9  | 7  | +2   |               |
| 4    | Palmaflor del Trópico | 10   | 8  | 2 | 4 | 2 | 5  | 5  | 0    |               |
| 5    | Real Santa Cruz       | 6    | 8  | 1 | 3 | 4 | 4  | 11 | −7   |               |

 Fuente: FBF

### Serie C
| Pos. | Equipo                  | Pts. | PJ | G | E | P | GF | GC | Dif. | Clasificación |
| ---- | ----------------------- | ---- | -- | - | - | - | -- | -- | ---- | ------------- |
| 1    | Blooming                | 22   | 10 | 7 | 1 | 2 | 16 | 8  | +8   | Liguilla      |
| 2    | Always Ready            | 15   | 10 | 4 | 3 | 3 | 20 | 17 | +3   | Liguilla      |
| 3    | Universitario de Vinto  | 15   | 10 | 4 | 3 | 3 | 17 | 17 | 0    | Liguilla      |
| 4    | Nacional Potosí         | 12   | 10 | 3 | 3 | 4 | 20 | 17 | +3   |               |
| 5    | Vaca Díez               | 12   | 10 | 4 | 0 | 6 | 14 | 21 | −7   |               |
| 6    | Independiente Petrolero | 8    | 10 | 2 | 2 | 6 | 10 | 17 | −7   |               |

 Fuente: FBF

## Evolución

### Serie A
| Equipo / Fecha       | 01 | 02 | 03 | 04 | 05 | 06 | 07 | 08 | 09 | 10 |
| -------------------- | -- | -- | -- | -- | -- | -- | -- | -- | -- | -- |
| Bolívar              | 5  | 2  | 2  | 1  | 2  | 1  | 1  | 1  | 1  | 1  |
| Jorge Wilstermann    | 2  | 1  | 1  | 3  | 1  | 2  | 3  | 2  | 2  | 2  |
| Royal Pari           | 1  | 4  | 3  | 2  | 3  | 3  | 5  | 5  | 5  | 3  |
| Libertad Gran Mamoré | 6  | 3  | 4  | 4  | 6  | 5  | 4  | 3  | 3  | 4  |
| Real Tomayapo        | 3  | 5  | 5  | 6  | 5  | 4  | 2  | 4  | 4  | 5  |
| Oriente Petrolero    | 4  | 6  | 6  | 5  | 4  | 6  | 6  | 6  | 6  | 6  |

### Serie B
| Equipo / Fecha        | 01 | 02 | 03 | 04 | 05 | 06 | 07 | 08 | 09 | 10 |
| --------------------- | -- | -- | -- | -- | -- | -- | -- | -- | -- | -- |
| Aurora                | 2  | 2  | 2  | 1  | 2  | 1  | 1  | 1  | 1  | 1  |
| The Strongest         | 3  | 1  | 1  | 2  | 1  | 3  | 3  | 2  | 3  | 2  |
| Guabirá               | 5  | 4  | 4  | 4  | 3  | 2  | 2  | 3  | 2  | 3  |
| Palmaflor del Trópico | 3  | 5  | 5  | 5  | 5  | 5  | 4  | 4  | 4  | 4  |
| Real Santa Cruz       | 1  | 3  | 3  | 3  | 4  | 4  | 5  | 5  | 5  | 5  |

     Equipo libre de la fecha.

### Serie C
| Equipo / Fecha          | 01 | 02 | 03 | 04 | 05 | 06 | 07 | 08 | 09 | 10 |
| ----------------------- | -- | -- | -- | -- | -- | -- | -- | -- | -- | -- |
| Blooming                | 5  | 4  | 4  | 3  | 1  | 1  | 1  | 1  | 1  | 1  |
| Always Ready            | 1  | 2  | 5  | 4  | 3  | 2  | 2  | 3  | 4  | 2  |
| Universitario de Vinto  | 4  | 3  | 3  | 6  | 5  | 4  | 4  | 2  | 2  | 3  |
| Nacional Potosí         | 3  | 5  | 2  | 2  | 4  | 5  | 3  | 4  | 3  | 4  |
| Vaca Díez               | 2  | 1  | 1  | 1  | 2  | 3  | 5  | 5  | 5  | 5  |
| Independiente Petrolero | 6  | 6  | 6  | 6  | 6  | 6  | 6  | 6  | 6  | 6  |

## Fixture
- Los horarios corresponden al huso horario que rige a Bolivia (UTC-4).

| Fecha 1                             | Fecha 1   | Fecha 1                | Fecha 1               | Fecha 1       | Fecha 1 |
| Serie A                             | Serie A   | Serie A                | Serie A               | Serie A       | Serie A |
| Local                               | Resultado | Visitante              | Estadio               | Fecha         | Hora    |
| ----------------------------------- | --------- | ---------------------- | --------------------- | ------------- | ------- |
| Royal Pari                          | 3 - 0     | Libertad Gran Mamoré   | Ramón Aguilera Costas | 15 de febrero | 15:00   |
| Oriente Petrolero                   | 1 - 1     | Real Tomayapo          | Ramón Aguilera Costas | 15 de febrero | 20:30   |
| Jorge Wilstermann                   | 3 - 1     | Bolívar                | Félix Capriles        | 23 de febrero | 19:00   |
| Serie B                             |           |                        |                       |               |         |
| Local                               | Resultado | Visitante              | Estadio               | Fecha         | Hora    |
| Guabirá                             | 0 - 1     | Real Santa Cruz        | Gilberto Parada       | 22 de febrero | 15:00   |
| Aurora                              | 1 - 1     | The Strongest          | Félix Capriles        | 22 de febrero | 20:00   |
| Equipo libre: Palmaflor del Trópico |           |                        |                       |               |         |
| Serie C                             |           |                        |                       |               |         |
| Local                               | Resultado | Visitante              | Estadio               | Fecha         | Hora    |
| Blooming                            | 1 - 2     | Vaca Díez              | Ramón Aguilera Costas | 14 de febrero | 20:00   |
| Independiente Petrolero             | 1 - 4     | Always Ready           | Olímpico Patria       | 15 de febrero | 18:00   |
| Nacional Potosí                     | 2 - 2     | Universitario de Vinto | Víctor Agustín Ugarte | 19 de marzo   | 15:00   |

| Fecha 2                | Fecha 2   | Fecha 2                 | Fecha 2                  | Fecha 2     | Fecha 2 |
| Serie A                | Serie A   | Serie A                 | Serie A                  | Serie A     | Serie A |
| Local                  | Resultado | Visitante               | Estadio                  | Fecha       | Hora    |
| ---------------------- | --------- | ----------------------- | ------------------------ | ----------- | ------- |
| Bolívar                | 5 - 1     | Royal Pari              | Hernando Siles           | 26 de abril | 20:00   |
| Real Tomayapo          | 1 - 5     | Jorge Wilstermann       | IV Centenario            | 27 de abril | 18:00   |
| Libertad Gran Mamoré   | 4 - 0     | Oriente Petrolero       | Gran Mamoré              | 17 de mayo  | 15:00   |
| Serie B                |           |                         |                          |             |         |
| Local                  | Resultado | Visitante               | Estadio                  | Fecha       | Hora    |
| The Strongest          | 2 - 0     | Palmaflor del Trópico   | Hernando Siles           | 25 de abril | 20:00   |
| Real Santa Cruz        | 0 - 1     | Aurora                  | Ramón Aguilera Costas    | 26 de abril | 15:00   |
| Equipo libre: Guabirá  |           |                         |                          |             |         |
| Serie C                |           |                         |                          |             |         |
| Local                  | Resultado | Visitante               | Estadio                  | Fecha       | Hora    |
| Always Ready           | 1 - 1     | Blooming                | Municipal de El Alto     | 25 de abril | 15:00   |
| Universitario de Vinto | 2 - 0     | Independiente Petrolero | Municipal de Quillacollo | 25 de abril | 15:00   |
| Vaca Díez              | 5 - 2     | Nacional Potosí         | Roberto Jordán Cuellar   | 27 de abril | 15:00   |

| Fecha 3                       | Fecha 3   | Fecha 3                 | Fecha 3                      | Fecha 3     | Fecha 3 |
| Serie A                       | Serie A   | Serie A                 | Serie A                      | Serie A     | Serie A |
| Local                         | Resultado | Visitante               | Estadio                      | Fecha       | Hora    |
| ----------------------------- | --------- | ----------------------- | ---------------------------- | ----------- | ------- |
| Royal Pari                    | 2 - 1     | Jorge Wilstermann       | Ramón Aguilera Costas        | 30 de junio | 20:00   |
| Libertad Gran Mamoré          | 0 - 0     | Real Tomayapo           | Gran Mamoré                  | 1 de julio  | 15:00   |
| Oriente Petrolero             | 0 - 2     | Bolívar                 | Ramón Aguilera Costas        | 2 de julio  | 19:30   |
| Serie B                       |           |                         |                              |             |         |
| Local                         | Resultado | Visitante               | Estadio                      | Fecha       | Hora    |
| Palmaflor del Trópico         | 0 - 0     | Aurora                  | Bicentenario de Villa Tunari | 1 de julio  | 20:00   |
| Guabirá                       | 1 - 1     | The Strongest           | Gilberto Parada              | 2 de julio  | 17:30   |
| Equipo libre: Real Santa Cruz |           |                         |                              |             |         |
| Serie C                       |           |                         |                              |             |         |
| Local                         | Resultado | Visitante               | Estadio                      | Fecha       | Hora    |
| Nacional Potosí               | 4 - 0     | Always Ready            | Víctor Agustín Ugarte        | 1 de julio  | 17:30   |
| Vaca Díez                     | 2 - 1     | Universitario de Vinto  | Roberto Jordán Cuellar       | 2 de julio  | 15:00   |
| Blooming                      | 2 - 0     | Independiente Petrolero | Ramón Aguilera Costas        | 3 de julio  | 20:00   |

| Fecha 4                     | Fecha 4   | Fecha 4                | Fecha 4                      | Fecha 4     | Fecha 4 |
| Serie A                     | Serie A   | Serie A                | Serie A                      | Serie A     | Serie A |
| Local                       | Resultado | Visitante              | Estadio                      | Fecha       | Hora    |
| --------------------------- | --------- | ---------------------- | ---------------------------- | ----------- | ------- |
| Bolívar                     | 4 - 0     | Libertad Gran Mamoré   | Hernando Siles               | 11 de julio | 20:00   |
| Royal Pari                  | 3 - 0     | Real Tomayapo          | Ramón Aguilera Costas        | 13 de julio | 15:00   |
| Jorge Wilstermann           | 2 - 2     | Oriente Petrolero      | Félix Capriles               | 13 de julio | 20:00   |
| Serie B                     |           |                        |                              |             |         |
| Local                       | Resultado | Visitante              | Estadio                      | Fecha       | Hora    |
| Palmaflor del Trópico       | 0 - 0     | Real Santa Cruz        | Bicentenario de Villa Tunari | 10 de julio | 20:00   |
| Aurora                      | 0 - 0     | Guabirá                | Félix Capriles               | 12 de julio | 18:00   |
| Equipo libre: The Strongest |           |                        |                              |             |         |
| Serie C                     |           |                        |                              |             |         |
| Local                       | Resultado | Visitante              | Estadio                      | Fecha       | Hora    |
| Always Ready                | 3 - 1     | Vaca Díez              | Municipal de El Alto         | 12 de julio | 15:00   |
| Blooming                    | 2 - 1     | Universitario de Vinto | Ramón Aguilera Costas        | 12 de julio | 20:00   |
| Independiente Petrolero     | 1 - 2     | Nacional Potosí        | Olímpico Patria              | 13 de julio | 18:00   |

| Fecha 5                | Fecha 5   | Fecha 5                 | Fecha 5                | Fecha 5     | Fecha 5 |
| Serie A                | Serie A   | Serie A                 | Serie A                | Serie A     | Serie A |
| Local                  | Resultado | Visitante               | Estadio                | Fecha       | Hora    |
| ---------------------- | --------- | ----------------------- | ---------------------- | ----------- | ------- |
| Libertad Gran Mamoré   | 0 - 2     | Jorge Wilstermann       | Gran Mamoré            | 19 de julio | 15:00   |
| Oriente Petrolero      | 2 - 1     | Royal Pari              | Ramón Aguilera Costas  | 20 de julio | 18:00   |
| Real Tomayapo          | 1 - 0     | Bolívar                 | IV Centenario          | 20 de julio | 20:00   |
| Serie B                |           |                         |                        |             |         |
| Local                  | Resultado | Visitante               | Estadio                | Fecha       | Hora    |
| Guabirá                | 1 - 0     | Palmaflor del Trópico   | Gilberto Parada        | 19 de julio | 15:00   |
| Real Santa Cruz        | 1 - 1     | The Strongest           | Gilberto Parada        | 20 de julio | 15:00   |
| Equipo libre: Aurora   |           |                         |                        |             |         |
| Serie C                |           |                         |                        |             |         |
| Local                  | Resultado | Visitante               | Estadio                | Fecha       | Hora    |
| Nacional Potosí        | 0 - 1     | Blooming                | Víctor Agustín Ugarte  | 19 de julio | 20:00   |
| Vaca Díez              | 0 - 1     | Independiente Petrolero | Roberto Jordán Cuellar | 21 de julio | 15:00   |
| Universitario de Vinto | 2 - 2     | Always Ready            | Félix Capriles         | 21 de julio | 19:00   |

| Fecha 6                             | Fecha 6   | Fecha 6                 | Fecha 6                  | Fecha 6      | Fecha 6 |
| Serie A                             | Serie A   | Serie A                 | Serie A                  | Serie A      | Serie A |
| Local                               | Resultado | Visitante               | Estadio                  | Fecha        | Hora    |
| ----------------------------------- | --------- | ----------------------- | ------------------------ | ------------ | ------- |
| Real Tomayapo                       | 1 - 0     | Oriente Petrolero       | IV Centenario            | 15 de agosto | 18:30   |
| Bolívar                             | 2 - 0     | Jorge Wilstermann       | Hernando Siles           | 15 de agosto | 20:00   |
| Libertad Gran Mamoré                | 2 - 1     | Royal Pari              | Gran Mamoré              | 16 de agosto | 15:00   |
| Serie B                             |           |                         |                          |              |         |
| Local                               | Resultado | Visitante               | Estadio                  | Fecha        | Hora    |
| The Strongest                       | 0 - 1     | Aurora                  | Hernando Siles           | 9 de agosto  | 19:00   |
| Real Santa Cruz                     | 1 - 3     | Guabirá                 | Gilberto Parada          | 10 de agosto | 15:00   |
| Equipo libre: Palmaflor del Trópico |           |                         |                          |              |         |
| Serie C                             |           |                         |                          |              |         |
| Local                               | Resultado | Visitante               | Estadio                  | Fecha        | Hora    |
| Universitario de Vinto              | 3 - 1     | Nacional Potosí         | Municipal de Quillacollo | 8 de agosto  | 15:00   |
| Vaca Díez                           | 0 - 2     | Blooming                | Roberto Jordán Cuellar   | 8 de agosto  | 15:00   |
| Always Ready                        | 3 - 2     | Independiente Petrolero | Municipal de El Alto     | 9 de agosto  | 15:00   |

| Fecha 7                 | Fecha 7   | Fecha 7                | Fecha 7                      | Fecha 7       | Fecha 7 |
| Serie A                 | Serie A   | Serie A                | Serie A                      | Serie A       | Serie A |
| Local                   | Resultado | Visitante              | Estadio                      | Fecha         | Hora    |
| ----------------------- | --------- | ---------------------- | ---------------------------- | ------------- | ------- |
| Royal Pari              | 1 - 2     | Bolívar                | Ramón Aguilera Costas        | 24 de octubre | 15:00   |
| Jorge Wilstermann       | 0 - 1     | Real Tomayapo          | Félix Capriles               | 24 de octubre | 18:00   |
| Oriente Petrolero       | 1 - 2     | Libertad Gran Mamoré   | Ramón Aguilera Costas        | 24 de octubre | 20:30   |
| Serie B                 |           |                        |                              |               |         |
| Local                   | Resultado | Visitante              | Estadio                      | Fecha         | Hora    |
| Palmaflor del Trópico   | 2 - 0     | The Strongest          | Bicentenario de Villa Tunari | 23 de octubre | 18:00   |
| Aurora                  | 2 - 1     | Real Santa Cruz        | Félix Capriles               | 23 de octubre | 20:30   |
| Equipo libre: Guabirá   |           |                        |                              |               |         |
| Serie C                 |           |                        |                              |               |         |
| Local                   | Resultado | Visitante              | Estadio                      | Fecha         | Hora    |
| Nacional Potosí         | 5 - 0     | Vaca Díez              | Víctor Agustín Ugarte        | 16 de agosto  | 18:30   |
| Independiente Petrolero | 1 - 1     | Universitario de Vinto | Olímpico Patria              | 16 de agosto  | 20:00   |
| Blooming                | 2 - 1     | Always Ready           | Ramón Aguilera Costas        | 17 de agosto  | 20:00   |

| Fecha 8                       | Fecha 8   | Fecha 8               | Fecha 8              | Fecha 8       | Fecha 8 |
| Serie A                       | Serie A   | Serie A               | Serie A              | Serie A       | Serie A |
| Local                         | Resultado | Visitante             | Estadio              | Fecha         | Hora    |
| ----------------------------- | --------- | --------------------- | -------------------- | ------------- | ------- |
| Jorge Wilstermann             | 2 - 0     | Royal Pari            | Félix Capriles       | 27 de octubre | 18:00   |
| Real Tomayapo                 | 0 - 1     | Libertad Gran Mamoré  | IV Centenario        | 27 de octubre | 19:00   |
| Bolívar                       | 4 - 0     | Oriente Petrolero     | Hernando Siles       | 27 de octubre | 20:30   |
| Serie B                       |           |                       |                      |               |         |
| Local                         | Resultado | Visitante             | Estadio              | Fecha         | Hora    |
| Aurora                        | 0 - 0     | Palmaflor del Trópico | Félix Capriles       | 26 de octubre | 18:30   |
| The Strongest                 | 1 - 0     | Guabirá               | Hernando Siles       | 26 de octubre | 20:30   |
| Equipo libre: Real Santa Cruz |           |                       |                      |               |         |
| Serie C                       |           |                       |                      |               |         |
| Local                         | Resultado | Visitante             | Estadio              | Fecha         | Hora    |
| Always Ready                  | 2 - 2     | Nacional Potosí       | Municipal de El Alto | 25 de octubre | 15:00   |
| Universitario de Vinto        | 3 - 2     | Vaca Díez             | Félix Capriles       | 25 de octubre | 15:00   |
| Independiente Petrolero       | 0 - 2     | Blooming              | Olímpico Patria      | 25 de octubre | 19:30   |

| Fecha 9                     | Fecha 9   | Fecha 9                 | Fecha 9                | Fecha 9       | Fecha 9 |
| Serie A                     | Serie A   | Serie A                 | Serie A                | Serie A       | Serie A |
| Local                       | Resultado | Visitante               | Estadio                | Fecha         | Hora    |
| --------------------------- | --------- | ----------------------- | ---------------------- | ------------- | ------- |
| Libertad Gran Mamoré        | 0 - 2     | Bolívar                 | Gran Mamoré            | 30 de octubre | 15:30   |
| Real Tomayapo               | 1 - 1     | Royal Pari              | IV Centenario          | 30 de octubre | 18:30   |
| Oriente Petrolero           | 1 - 1     | Jorge Wilstermann       | Ramón Aguilera Costas  | 30 de octubre | 20:30   |
| Serie B                     |           |                         |                        |               |         |
| Local                       | Resultado | Visitante               | Estadio                | Fecha         | Hora    |
| Real Santa Cruz             | 0 - 0     | Palmaflor del Trópico   | Real Santa Cruz        | 29 de octubre | 15:00   |
| Guabirá                     | 2 - 0     | Aurora                  | Gilberto Parada        | 29 de octubre | 19:30   |
| Equipo libre: The Strongest |           |                         |                        |               |         |
| Serie C                     |           |                         |                        |               |         |
| Local                       | Resultado | Visitante               | Estadio                | Fecha         | Hora    |
| Vaca Díez                   | 2 - 0     | Always Ready            | Roberto Jordán Cuellar | 28 de octubre | 15:00   |
| Universitario de Vinto      | 2 - 1     | Blooming                | Félix Capriles         | 28 de octubre | 15:00   |
| Nacional Potosí             | 1 - 1     | Independiente Petrolero | Víctor Agustín Ugarte  | 28 de octubre | 17:30   |

| Fecha 10                | Fecha 10  | Fecha 10               | Fecha 10                     | Fecha 10       | Fecha 10 |
| Serie A                 | Serie A   | Serie A                | Serie A                      | Serie A        | Serie A  |
| Local                   | Resultado | Visitante              | Estadio                      | Fecha          | Hora     |
| ----------------------- | --------- | ---------------------- | ---------------------------- | -------------- | -------- |
| Jorge Wilstermann       | 4 - 1     | Libertad Gran Mamoré   | Félix Capriles               | 2 de noviembre | 15:00    |
| Bolívar                 | 2 - 1     | Real Tomayapo          | Hernando Siles               | 2 de noviembre | 17:30    |
| Royal Pari              | 1 - 0     | Oriente Petrolero      | Ramón Aguilera Costas        | 2 de noviembre | 20:00    |
| Serie B                 |           |                        |                              |                |          |
| Local                   | Resultado | Visitante              | Estadio                      | Fecha          | Hora     |
| Palmaflor del Trópico   | 3 - 2     | Guabirá                | Bicentenario de Villa Tunari | 1 de noviembre | 15:00    |
| The Strongest           | 4 - 0     | Real Santa Cruz        | Hernando Siles               | 1 de noviembre | 19:00    |
| Equipo libre: Aurora    |           |                        |                              |                |          |
| Serie C                 |           |                        |                              |                |          |
| Local                   | Resultado | Visitante              | Estadio                      | Fecha          | Hora     |
| Always Ready            | 4 - 0     | Universitario de Vinto | Municipal de El Alto         | 31 de octubre  | 15:00    |
| Independiente Petrolero | 3 - 0     | Vaca Díez              | Olímpico Patria              | 31 de octubre  | 18:00    |
| Blooming                | 2 - 1     | Nacional Potosí        | Ramón Aguilera Costas        | 31 de octubre  | 20:00    |

### Tabla de resultados cruzados
| Local \ Visitante | BOL | WIL | LGM | ORI | TOM | RYP |
| ----------------- | --- | --- | --- | --- | --- | --- |
| Bolívar           | —   | 2–0 | 4–0 | 4–0 | 2–1 | 5–1 |
| Jorge Wilstermann | 3–1 | —   | 4–1 | 2–2 | 0–1 | 2–0 |
| Libertad          | 0–2 | 0–2 | —   | 4–0 | 0–0 | 2–1 |
| Oriente Petrolero | 0–2 | 1–1 | 1–2 | —   | 1–1 | 2–1 |
| Real Tomayapo     | 1–0 | 1–5 | 0–1 | 1–0 | —   | 1–1 |
| Royal Pari        | 1–2 | 2–1 | 3–0 | 1–0 | 3–0 | —   |

| Local \ Visitante | AUR | GUA | PAL | RSC | STR |
| ----------------- | --- | --- | --- | --- | --- |
| Aurora            | —   | 0–0 | 0–0 | 2–1 | 1–1 |
| Guabirá           | 2–0 | —   | 1–0 | 0–1 | 1–1 |
| Palmaflor         | 0–0 | 3–2 | —   | 0–0 | 2–0 |
| Real Santa Cruz   | 0–1 | 1–3 | 0–0 | —   | 1–1 |
| The Strongest     | 0–1 | 1–0 | 2–0 | 4–0 | —   |

| Local \ Visitante      | ALW | BLO | IND | NAC | VIN | VAC |
| ---------------------- | --- | --- | --- | --- | --- | --- |
| Always Ready           | —   | 1–1 | 3–2 | 2–2 | 4–0 | 3–1 |
| Blooming               | 2–1 | —   | 2–0 | 2–1 | 2–1 | 1–2 |
| Independiente          | 1–4 | 0–2 | —   | 1–2 | 1–1 | 3–0 |
| Nacional Potosí        | 4–0 | 0–1 | 1–1 | —   | 2–2 | 5–0 |
| Universitario de Vinto | 2–2 | 2–1 | 2–0 | 3–1 | —   | 3–2 |
| Vaca Díez              | 2–0 | 0–2 | 0–1 | 5–2 | 2–1 | —   |

## Liguilla
Para la segunda fase del torneo, los cuartos de final, clasificaron los ocho mejores ubicados en la fase de grupos. Estos ocho equipos fueron divididos en cuatro llaves: llave A, B, C y D, con la ventaja de que el juego de vuelta lo disputaron en condición de local los de mejor rendimiento.

### Cuadro de desarrollo
|  | Cuartos de final                                    | Cuartos de final                                    | Cuartos de final                                    | Cuartos de final                                    | Cuartos de final                                    |   |            | Semifinales                                       | Semifinales                                       | Semifinales                                       | Semifinales                                       | Semifinales                                       |  |         | Final                                          | Final                                          | Final                                          | Final                                          | Final                                          |  |
|  | 28-29 de noviembre (ida) 9-10 de diciembre (vuelta) | 28-29 de noviembre (ida) 9-10 de diciembre (vuelta) | 28-29 de noviembre (ida) 9-10 de diciembre (vuelta) | 28-29 de noviembre (ida) 9-10 de diciembre (vuelta) | 28-29 de noviembre (ida) 9-10 de diciembre (vuelta) |   |            | 11-12 de diciembre (ida) 14 de diciembre (vuelta) | 11-12 de diciembre (ida) 14 de diciembre (vuelta) | 11-12 de diciembre (ida) 14 de diciembre (vuelta) | 11-12 de diciembre (ida) 14 de diciembre (vuelta) | 11-12 de diciembre (ida) 14 de diciembre (vuelta) |  |         | 16 de diciembre (ida) 18 de diciembre (vuelta) | 16 de diciembre (ida) 18 de diciembre (vuelta) | 16 de diciembre (ida) 18 de diciembre (vuelta) | 16 de diciembre (ida) 18 de diciembre (vuelta) | 16 de diciembre (ida) 18 de diciembre (vuelta) |  |
|  |                                                     |                                                     |                                                     |                                                     |                                                     |   |            |                                                   |                                                   |                                                   |                                                   |                                                   |  |         |                                                |                                                |                                                |                                                |                                                |  |
|  |                                                     |                                                     |                                                     |                                                     |                                                     |   |            |                                                   |                                                   |                                                   |                                                   |                                                   |  |         |                                                |                                                |                                                |                                                |                                                |  |
|  | Aurora                                              | Aurora                                              | 1                                                   | 4                                                   | 5                                                   |   |            |                                                   |                                                   |                                                   |                                                   |                                                   |  |         |                                                |                                                |                                                |                                                |                                                |  |
|  | Aurora                                              | Aurora                                              | 1                                                   | 4                                                   | 5                                                   |   |            |                                                   |                                                   |                                                   |                                                   |                                                   |  |         |                                                |                                                |                                                |                                                |                                                |  |
|  | Always Ready                                        | Always Ready                                        | 0                                                   | 1                                                   | 1                                                   |   |            |                                                   |                                                   |                                                   |                                                   |                                                   |  |         |                                                |                                                |                                                |                                                |                                                |  |
|  | Always Ready                                        | Always Ready                                        | 0                                                   | 1                                                   | 1                                                   |   | Aurora     | Aurora                                            | 1                                                 | 1                                                 | 2                                                 |                                                   |  |         |                                                |                                                |                                                |                                                |                                                |  |
|  |                                                     |                                                     |                                                     |                                                     |                                                     |   | Aurora     | Aurora                                            | 1                                                 | 1                                                 | 2                                                 |                                                   |  |         |                                                |                                                |                                                |                                                |                                                |  |
|  |                                                     |                                                     | Bolívar                                             | Bolívar                                             | 3                                                   | 0 | 3          |                                                   |                                                   |                                                   |                                                   |                                                   |  |         |                                                |                                                |                                                |                                                |                                                |  |
|  | Bolívar                                             | Bolívar                                             | Bolívar                                             | Bolívar                                             | 3                                                   | 0 | 3          | 1                                                 | 2                                                 | 3 (3)                                             |                                                   |                                                   |  |         |                                                |                                                |                                                |                                                |                                                |  |
|  | Bolívar                                             | Bolívar                                             |                                                     |                                                     |                                                     |   |            |                                                   |                                                   | 3 (3)                                             |                                                   |                                                   |  |         |                                                |                                                |                                                |                                                |                                                |  |
|  | Universitario de Vinto                              | Universitario de Vinto                              | 1                                                   | 2                                                   | 3 (2)                                               |   |            |                                                   |                                                   |                                                   |                                                   |                                                   |  |         |                                                |                                                |                                                |                                                |                                                |  |
|  | Universitario de Vinto                              | Universitario de Vinto                              | 1                                                   | 2                                                   | 3 (2)                                               |   |            |                                                   |                                                   |                                                   |                                                   |                                                   |  | Bolívar | Bolívar                                        | 2                                              | 1                                              | 3                                              |                                                |  |
|  |                                                     |                                                     |                                                     |                                                     |                                                     |   |            |                                                   |                                                   |                                                   |                                                   |                                                   |  | Bolívar | Bolívar                                        | 2                                              | 1                                              | 3                                              |                                                |  |
|  |                                                     |                                                     | Jorge Wilstermann                                   | Jorge Wilstermann                                   | 1                                                   | 0 | 1          |                                                   |                                                   |                                                   |                                                   |                                                   |  |         |                                                |                                                |                                                |                                                |                                                |  |
|  | Blooming                                            | Blooming                                            | Jorge Wilstermann                                   | Jorge Wilstermann                                   | 1                                                   | 0 | 1          | 0                                                 | 1                                                 | 1                                                 |                                                   |                                                   |  |         |                                                |                                                |                                                |                                                |                                                |  |
|  | Blooming                                            | Blooming                                            |                                                     |                                                     |                                                     |   |            |                                                   |                                                   | 1                                                 |                                                   |                                                   |  |         |                                                |                                                |                                                |                                                |                                                |  |
|  | Royal Pari                                          | Royal Pari                                          | 0                                                   | 2                                                   | 2                                                   |   |            |                                                   |                                                   |                                                   |                                                   |                                                   |  |         |                                                |                                                |                                                |                                                |                                                |  |
|  | Royal Pari                                          | Royal Pari                                          | 0                                                   | 2                                                   | 2                                                   |   | Royal Pari | Royal Pari                                        | 0                                                 | 2                                                 | 2                                                 |                                                   |  |         |                                                |                                                |                                                |                                                |                                                |  |
|  |                                                     |                                                     |                                                     |                                                     |                                                     |   | Royal Pari | Royal Pari                                        | 0                                                 | 2                                                 | 2                                                 |                                                   |  |         |                                                |                                                |                                                |                                                |                                                |  |
|  |                                                     |                                                     | Jorge Wilstermann                                   | Jorge Wilstermann                                   | 2                                                   | 1 | 3          |                                                   |                                                   |                                                   |                                                   |                                                   |  |         |                                                |                                                |                                                |                                                |                                                |  |
|  | The Strongest                                       | The Strongest                                       | Jorge Wilstermann                                   | Jorge Wilstermann                                   | 2                                                   | 1 | 3          | 2                                                 | 0                                                 | 2                                                 |                                                   |                                                   |  |         |                                                |                                                |                                                |                                                |                                                |  |
|  | The Strongest                                       | The Strongest                                       |                                                     |                                                     |                                                     |   |            |                                                   |                                                   | 2                                                 |                                                   |                                                   |  |         |                                                |                                                |                                                |                                                |                                                |  |
|  | Jorge Wilstermann                                   | Jorge Wilstermann                                   | 1                                                   | 2                                                   | 3                                                   |   |            |                                                   |                                                   |                                                   |                                                   |                                                   |  |         |                                                |                                                |                                                |                                                |                                                |  |
|  | Jorge Wilstermann                                   | Jorge Wilstermann                                   | 1                                                   | 2                                                   | 3                                                   |   |            |                                                   |                                                   |                                                   |                                                   |                                                   |  |         |                                                |                                                |                                                |                                                |                                                |  |
|  |                                                     |                                                     |                                                     |                                                     |                                                     |   |            |                                                   |                                                   |                                                   |                                                   |                                                   |  |         |                                                |                                                |                                                |                                                |                                                |  |

- Nota: En cada llave, el equipo que ocupa la primera línea fue el local en el partido de vuelta.
- La hora de cada encuentro corresponde al huso horario que rige a Bolivia (UTC-4).

### Cuartos de final
| Ida; 28 de noviembre | Universitario de Vinto | 1 – 1   | Bolívar     | Estadio Municipal, Quillacollo |                            |
| 15:00                | Llano 90+2'            | Reporte | R. Vaca 53' | Árbitro(s): Javier Revollo     | Árbitro(s): Javier Revollo |

| Vuelta; 9 de diciembre | Bolívar                                                  | 2 – 2 (3 – 2 p.)(Global 3 – 3) | Universitario de Vinto                          | Estadio Hernando Siles, La Paz |                            |
| 17:30                  | - R. Vaca 21' - F. da Costa 75'                          | Reporte                        | - Ramallo 47' - Llano 81' (pen.)                | Árbitro(s): Renán Castillo     | Árbitro(s): Renán Castillo |
|                        |                                                          | Tiros desde el punto penal     |                                                 |                                |                            |
|                        | - Da Costa - R. Vaca - Villamíl - Justiniano - Algarañaz |                                | - Lencinas - Monteiro - Vila - Olivares - Llano |                                |                            |

| Ida; 29 de noviembre | Always Ready | 0 – 1   | Aurora      | Estadio Municipal, El Alto |                          |
| 15:00                |              | Reporte | Zaracho 40' | Árbitro(s): Nelson Barro   | Árbitro(s): Nelson Barro |

| Vuelta; 9 de diciembre | Aurora                               | 4 – 1 (Global 5 – 1) | Always Ready | Estadio Félix Capriles, Cochabamba |                         |
| 15:00                  | - Blanco 19', 34', 52' - Barboza 44' | Reporte              | Romero 31'   | Árbitro(s): Gery Vargas            | Árbitro(s): Gery Vargas |

| Ida; 29 de noviembre | Royal Pari | 0 – 0   | Blooming | Estadio Ramón Aguilera Costas, Santa Cruz de la Sierra |                          |
| 19:00                |            | Reporte |          | Árbitro(s): Hostin Prado                               | Árbitro(s): Hostin Prado |

| Vuelta; 10 de diciembre | Blooming          | 1 – 2 (Global 1 – 2) | Royal Pari                          | Estadio Ramón Aguilera Costas, Santa Cruz de la Sierra |                         |
| 19:30                   | Arce 90+7' (pen.) | Reporte              | - Ribera 87' - Amoroso 90+2' (pen.) | Árbitro(s): Raúl Orosco                                | Árbitro(s): Raúl Orosco |

| Ida; 29 de noviembre | Jorge Wilstermann | 1 – 2   | The Strongest           | Estadio Félix Capriles, Cochabamba |                         |
| 20:30                | Chumacero 12'     | Reporte | Isnaldo 58' (pen.), 70' | Árbitro(s): Gery Vargas            | Árbitro(s): Gery Vargas |

| Vuelta; 10 de diciembre | The Strongest | 0 – 2 (Global 2 – 3) | Jorge Wilstermann              | Estadio Hernando Siles, La Paz |                               |
| 17:30                   |               | Reporte              | - Amaral 45+2' - Nahuelpán 83' | Árbitro(s): Juan Nelio García  | Árbitro(s): Juan Nelio García |

### Semifinales
| Ida; 11 de diciembre | Bolívar                             | 3 – 1   | Aurora             | Estadio Hernando Siles, La Paz |                          |
| 20:00                | - Bejarano 34' - Rodríguez 53', 59' | Reporte | Reinoso 18' (pen.) | Árbitro(s): Jordy Alemán       | Árbitro(s): Jordy Alemán |

| Vuelta; 14 de diciembre | Aurora      | 1 – 0 (Global 2 – 3) | Bolívar | Estadio Félix Capriles, Cochabamba |                        |
| 19:30                   | Barboza 78' | Reporte              |         | Árbitro(s): Ivo Méndez             | Árbitro(s): Ivo Méndez |

| Ida; 12 de diciembre | Jorge Wilstermann             | 2 – 0   | Royal Pari | Estadio Félix Capriles, Cochabamba |                             |
| 20:00                | - Machado 32' - Velázquez 42' | Reporte |            | Árbitro(s): Dilio Rodríguez        | Árbitro(s): Dilio Rodríguez |

| Vuelta; 14 de diciembre | Royal Pari                | 2 – 1 (Global 2 – 3) | Jorge Wilstermann      | Estadio Ramón Aguilera Costas, Santa Cruz de la Sierra |                            |
| 20:30                   | - Correa 4' - Amoroso 27' | Reporte              | Nahuelpán 90+7' (pen.) | Árbitro(s): Renán Castillo                             | Árbitro(s): Renán Castillo |

### Final
| Ida; 16 de diciembre | Jorge Wilstermann | 1 – 2   | Bolívar                           | Estadio Félix Capriles, Cochabamba |                          |
| 20:00                | Amaral 90+1'      | Reporte | - Rodríguez 51' - F. da Costa 82' | Árbitro(s): Jordy Alemán           | Árbitro(s): Jordy Alemán |

| Vuelta; 18 de diciembre | Bolívar         | 1 – 0 (Global 3 – 1) | Jorge Wilstermann | Estadio Hernando Siles, La Paz |                        |
| 20:00                   | F. da Costa 87' | Reporte              |                   | Árbitro(s): Ivo Méndez         | Árbitro(s): Ivo Méndez |

|                            |
|                            |
| Campeón Bolívar 2.º título |

de Copa Nacional

## Goleador
- Francisco "Chico" da Costa - Bolívar (9 goles)